# 강지유
강지유(1996년 9월 14일 ~ )는 대한민국의 여성 치어리더이다.